# Arcispedale di Santo Spirito

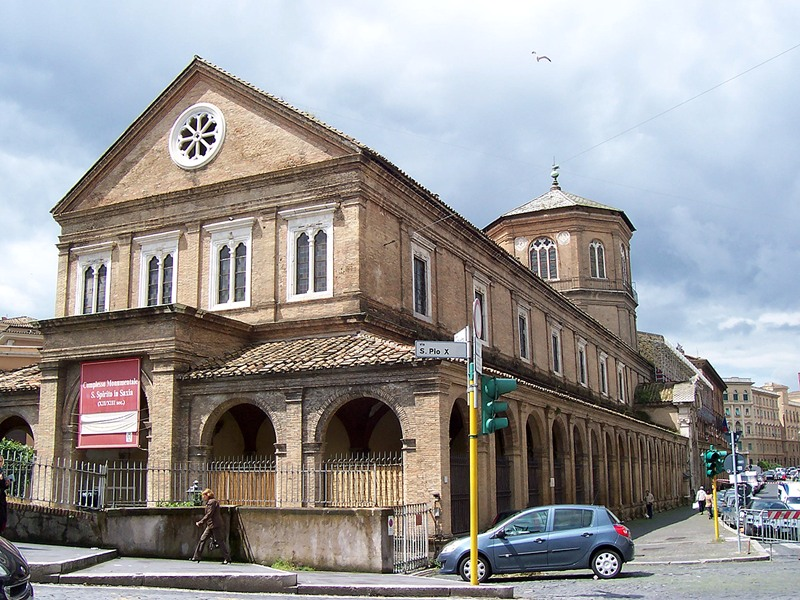
Vista do complexo. Exterior da Corsia Sistiana.

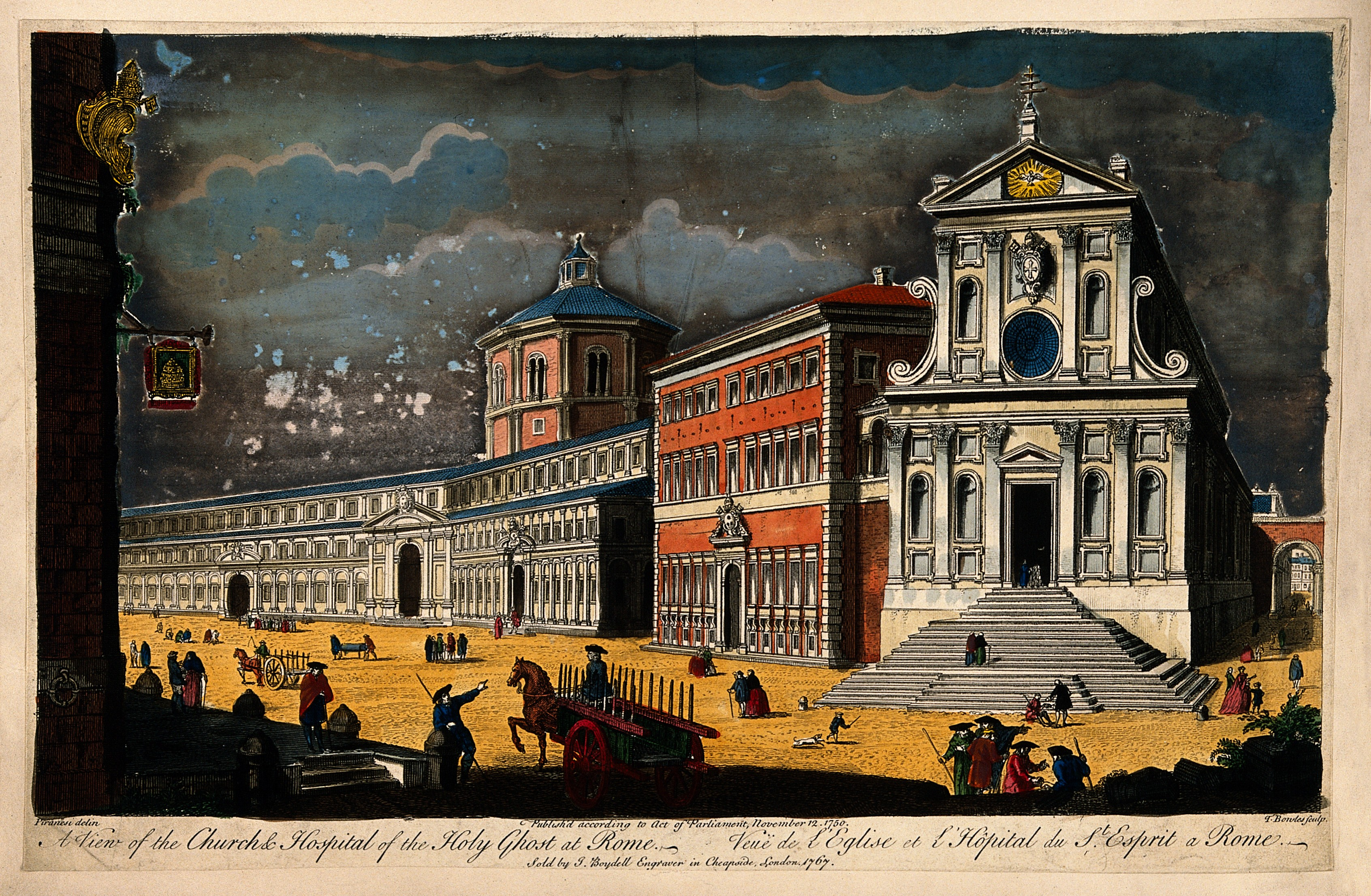
Vista panorâmica com a igreja de Santo Spirito in Sassia no primeiro plano, o Palazzo del Commendatore e a Corsia Sistina.

Arcispedale di Santo Spirito ou Antigo Hospital do Santo Espírito é um antigo hospital (atualmente um centro de convenções) em Roma, na Itália. O complexo fica no rione Borgo, a leste da Cidade do Vaticano e perto do moderno Ospedale di Santo Spirito. O hospital foi fundado no local da antiga Schola Saxonum.
Parte do complexo abriga o Museo Storico Nazionale dell'Arte Sanitaria.

## História

### DaSchola Saxonumà fundação do hospital
O primeiro edifício construído no local foi a Schola Saxonum (ou Saxorum; "Escola Saxônica") construída pelo rei Ine de Wessex (689-726) no começo do século VIII. Ela foi projetada para receber e assistir a grande quantidade de peregrinos anglo-saxões que visitavam Roma, especialmente os seus inúmeros lugares santos, como o Túmulo de São Pedro. Beda escreveu que "nobres e plebeus, homens e mulheres, guerreiros e artesãos vinham da Britânia". Esta forma de peregrinação perdurou por séculos; numa época que Roma era muito famosa, sabe-se de pelo menos dez soberanos da região que vieram "ad limina Apostolorum"ː:127–128 o primeiro foi Ceduala, rei de Wessex (685-688). Depois da fundação da Schola, todo o quarteirão passou a ter uma característica mais exótica e estrangeira, o que lhe valeu o nome de "cidade dos saxões"; ainda hoje, a margem direita do Tibre é conhecida como "Borgo", que significa "vila" em italiano.

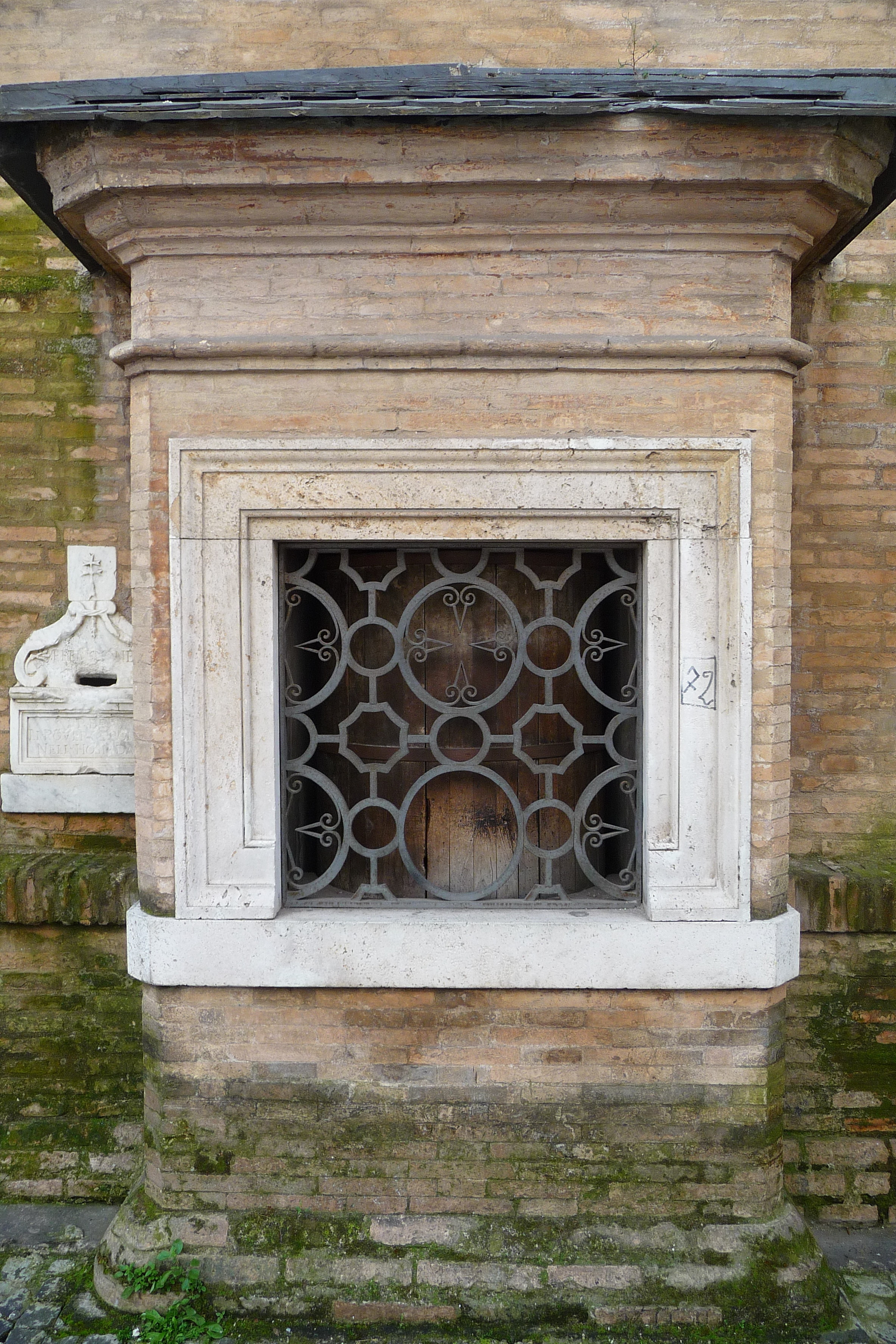
A "roda dos bebês", utilizada para preservar a privacidade das mães deixando suas crianças indesejadas para que fossem cuidadas pelas irmãs do convento.

No começo do pontificado do papa Leão IV (r. 847-855), um grande incêndio — retratado por Rafael no afresco "O Incêndio no Borgo" — devastou o quarteirão dos saxões e danificou também as Scholae dos frísios, lombardos, francos e também a dos saxões; até mesmo a Basílica de São Pedro foi afetada. Um incêndio destas proporções foi considerado proposital e a culpa recaiu sobre os sarracenos, que haviam conseguido chegar até Roma subindo pelo Tibre. O papa Leão IV tratou de reconstruir a Schola dos saxões.
Um período de grande prosperidade se seguiu, mas, por conta de eventos históricos como a invasão normanda da Inglaterra, em 1066, e o começo das cruzadas, que permitiu que muitos dos peregrinos fossem para outros destinos, a instituição entrou em declínio e passou a existir apenas nominalmente. 
Guido de Montpellier é era um cavaleiro templário nascido na família dos condes de Guilherme em Montpellier que construiu em sua cidade-natal um hospital numa área conhecida atualmente como Pyla-Saint-Gely e fundou uma ordem regular de frades hospitalários (1170), consagrada à assistência aos enfermos, crianças abandonadas e a todos os precisassem de ajuda e cuidados. Documentos das décadas de 1180 e 1190 provam que o Hospital de Montpellier já era muito importante na época, assim como a Ordem dos Hospitalários. Estes documentos revelam a existência de seis casas do Santo Espírito por toda a França, todos seguindo o modelo de Montpellier. O futuro papa Inocêncio III, durante sua estadia na França, teve oportunidade de conhecer a instituição e comentou: "Aqui os famintos são alimentados, os pobres são vestidos, as crianças órfãs são alimentadas, os enfermos recebem cuidados e todos os tipos de consolo são dados aos pobres. Portanto, o mestre e os frades do Santo Espírito não devem ser chamados anfitriões dos pobres, mas seus servos, e eles são os verdadeiros homens pobres, pois eles caridosamente compartilham as necessidades dos indigentes".:182
Assim que chegou ao trono papal, em 1198, Inocêncio III elogiou publicamente as Casas do Santo Espírito: "Através de informações seguras, sabemos que o Hospital do Santo Espírito, fundado em Montpellier pelo nosso querido filho, o frade Guy, brilha acima de todos os demais hospitais em termos de religião e na prática da maior caridade hospitalar, como todos que puderam experimentá-lo podem testemunhar".:181 Inocêncio III gostava tanto de Guy que nomeou-o comissário contra os heréticos na França. 
Com a bula "Religiosam vitam, de 1198, ele confirmou a fundação da Ordem dos Hospitalários e colocou a ordem sob sua proteção, juntamente com todas as casas já existentes na França e as que estavam sendo fundadas em Roma, como a de Santa Maria no Trastevere e Sant'Agata na Via Aurélia. Aos bispos franceses, Inocêncio proclamou Guy como um homem temente a Deus e dedicado às boas obras".:182 Para proteger e manter crianças órfãs, Inocêncio III também fundou uma nova instituição, a famosa "roda dos bebês" (em italiano:  ruota degli esposti), onde eram deixadas as crianças abandonadas. Logo depois, Reginado, bispo de Chartres, ofereceu ao Hospital — que na época era chamado de Santa Maria in Sassia — uma prebenda de sua igreja. 

Em 1201, o mesmo papa entregou ao hospital de Santa Maria uma igreja — Santa Maria in Sassia — e sua renda. Esta doação sancionou o nascimento do Hospital Romano do Santo Espírito em Sassia. Nos primeiros anos de sua existência, a nova estrutura era apenas um corredor retangular iluminada por pequenas janelas, com capacidade para 300 pacientes e 600 indigentes.
A partir daí, o hospital recebeu inúmeras doações, como as feitas pelo rei João Sem Terra, que concedeu "a doação da Igreja de Wirtel e suas rendas como um dote para o Hospital".:216 Em janeiro de 1208, Inocêncio concedeu ao novo hospital o privilégio de ser uma "Sagrada Estação" no domingo seguinte à oitava epifania, aumentando sua visibilidade entre os fieis. A celebração era acompanhada por uma procissão e uma cerimônia solene, depois da qual o papa doou três dinares aos membros do hospital e para mil homens pobres. Este foi um evento muito importante, que lotou o instituto em ascensão. O papa proferiu uma importante homilia, que começou com as palavras retiradas do Evangelho de São João: "No terceiro dia um casamento foi realizado em Caná, na Galileia. A mãe de Jesus estava lá e Jesus e seus discípulos também foram convidados para o casamento [...]".:229–236
O hospital romano foi ampliado por muitos papas e, século após século, o complexo foi aumentando sua grandiosidade e esplendor, o que levou o papa Pio VI a proclamá-lo como "o trono da caridade católica".:184

### Outras unidades

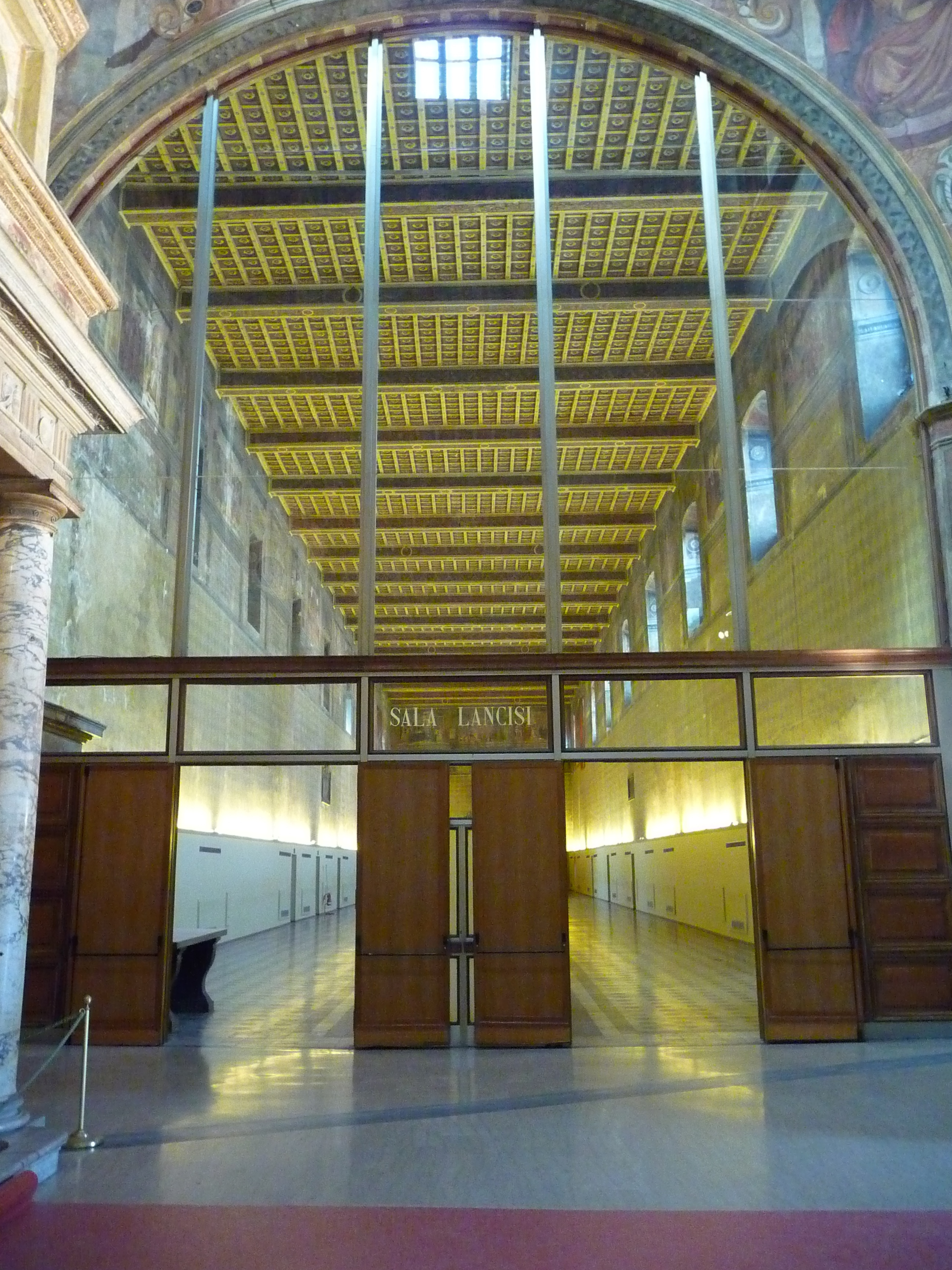
Interior da Corsia Sistina.

No final do século XII, havia mais um outro hospital funcionando em Roma, fundado perto da igreja de Sant'Agata na Via Aurélia. Outro hospital da mesma ordem foi fundado perto da igreja de San Biagio em Orte. No final do século XIII, já havia mais de 100 hospitais do Santo Spirito, a maioria no Lácio, mas também na Úmbria, Abruzzo, Marcas, Toscana e no Reino de Nápoles. Os mais famosos, além da casa-mãe em Roma, eram os de Florença, Milão, Foligno, Pozzuoli e Viterbo.

### Sisto IV
Em 1471, o hospital foi seriamente danificado num incêndio. O papa Sisto IV (r. 1471-1484), visitando o local logo depois de sua eleição, descreveu a situação: "as paredes desmoronando, os edifícios estreitos e sombrios, sem ar e sem quaisquer confortos, dão a impressão de um local destinado ao cativeiro ao invés da recuperação da saúde".:195 Por isso ele determinou a imediata reconstrução do edifício com o objetivo de inaugurá-lo para Jubileu de 1475, o que funcionou como um verdadeiro renascimento da instituição, que se tornou a partir daí um importante centro de pesquisa científica. Entre os médicos que trabalharam ali estão Giovanni Tiracorda, o médico pessoal do papa Clemente X e os doutores Lancisi e Baglivi, responsáveis por importantes projetos na época. Além disto, na Antica Spezieria ("Antigas Especiarias"), o uso da casca de quinquina foi experimentada pela primeira vez no tratamento da malária.
Em termos religiosos, o hospital também gozava da presença de importantes figuras, como São Filipe Néri e São Camilo de Lélis. Finalmente, também foi muito importante o "anfiteatro anatômico" do complexo, que atraía artistas como Michelângelo, Leonardo da Vinci e Sandro Botticelli, que reproduziu a fachada do hospital no fundo do afresco "Jesus Curando o Leproso" na Capela Sistina.

## Descrição do complexo

### Corsia Sistina
A Corsia Sistina ("Corredor Sistino"), construído por ordem do papa Sisto IV depois acidentes, saques e incêndios no local, é o principal edifício do complexo. Encimado por uma torre octogonal, a Corsia é um salão imenso, com 100,6 x 12,2 metros, dividido em duas seções separadas por uma lanterna (a torre octogonal): a ala baixa e a ala alta. A lanterna que liga as duas seções tem dois andares, com janelas de duas e três camadas do lado de fora atribuídas ao arquiteto Giovanni Pietro Ghirlanducci, nascido em Parma. O interior é decorado por nichos em formato de conchas que abrigam estátuas de apóstolos cristãos e arcos sustentando uma abóbada de berço com caixotões, obra geralmente atribuída ao ebanista Giovannino de' Dolci. No meio da lanterna está um altar, provavelmente obra de Andrea Palladio, atrás do qual ficava originalmente um órgão de tubos cuja música servia para alegrar os enfermos. No prostilo da lanterna está uma das duas entradas para o antigo hospital sistino, protegida por um grande portão duplo: o interno, chamado "Porta do Paraíso", é atribuído a Andrea Bregno. Perto deste está a "roda dos bebês" (em italiano:  ruota degli esposti), criado por ordem do papa Inocêncio III para a recepção de crianças indesejadas. A outra entrada do hospital, retratada por Botticelli, é precedido por um grande pórtico com pilares octogonais.

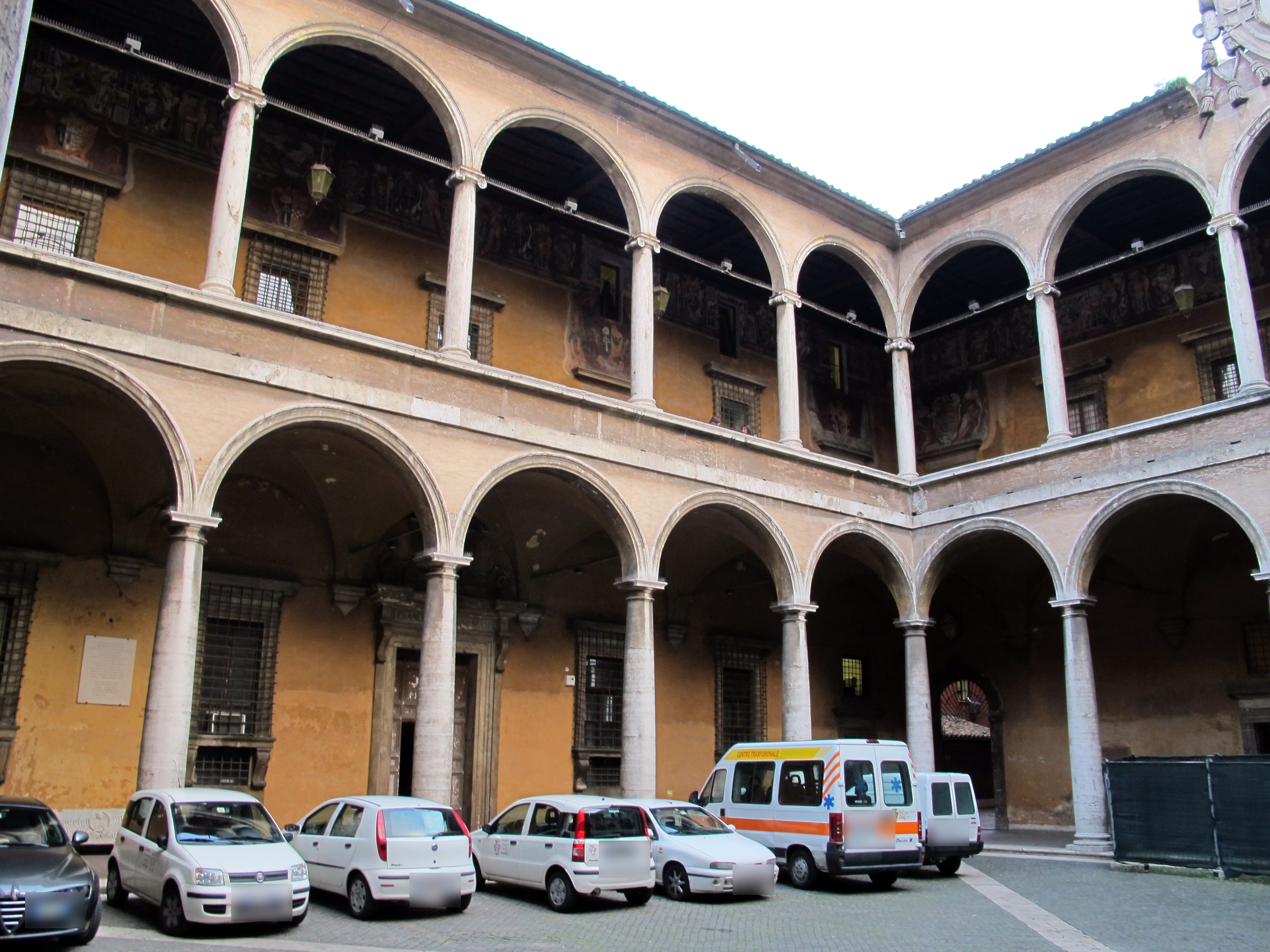
Cortille del Pozzo, no Palazzo del Commendatore.

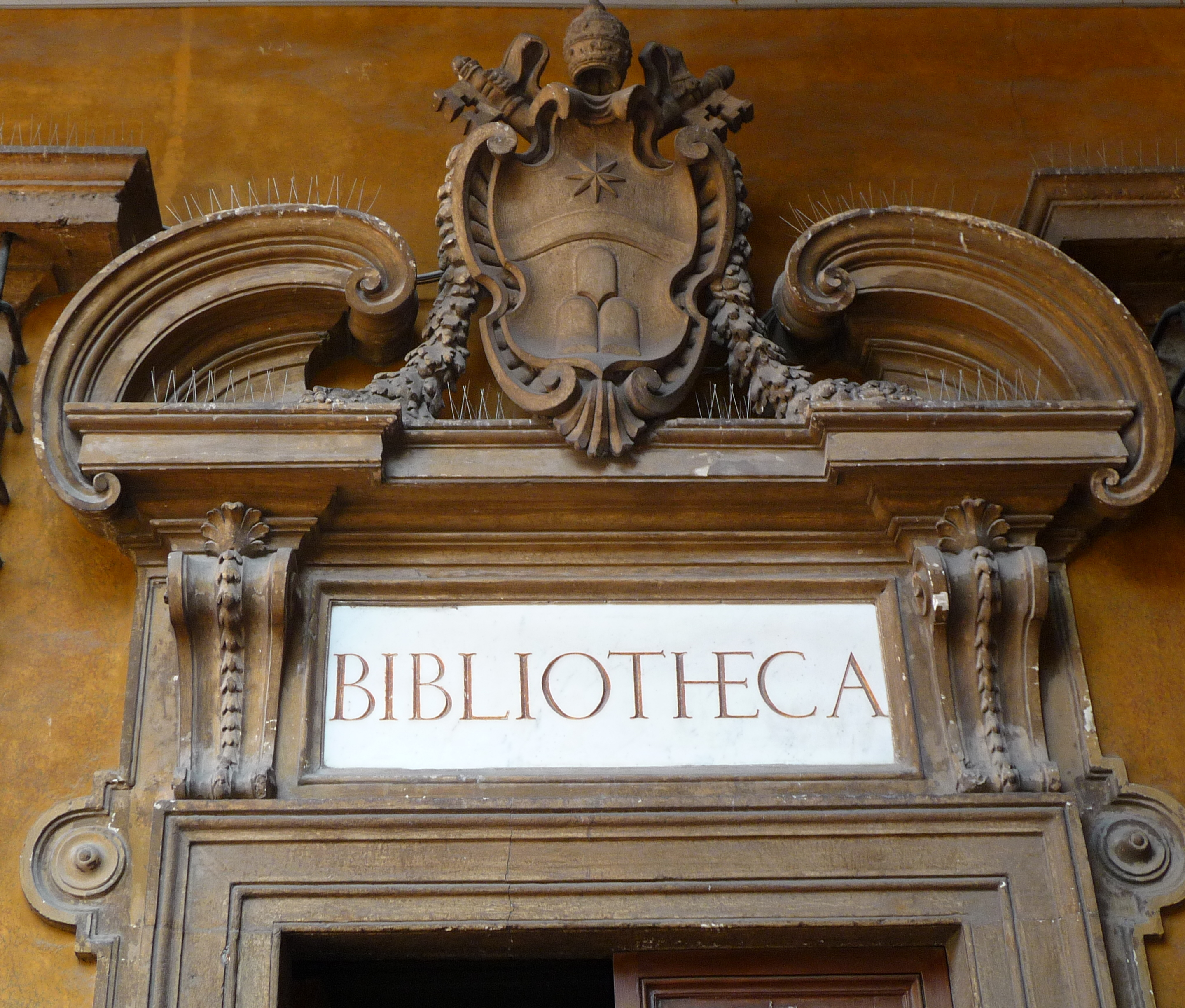
Entrada para a Biblioteca Lancisiana.

Em 1478, as paredes da Corsia foram decoradas com um friso em afresco com mais de cinquenta cenas retratando as origens do hospital de Inocêncio III e os mais importantes eventos da vida de Sisto IV. A obra é de autoria de artistas da chamada "Escola Umbro-Romana", como Melozzo da Forlì, Domenico Ghirlandaio, Pinturicchio e Antoniazzo Romano. O ciclo da origem do hospital e da vida de Inocêncio III começa na parede leste e segue até a parede sul, onde começam os atos de Sisti IV. Os mais importantes episódios incluem a morte das crianças atiradas no Tibre, o sonho de Inocêncio III e o pescador mostrando os cadáveres das crianças a Inocêncio III. O sonho é que persuadiu o papa a fundar a Schola Saxonum, a origem primeira do hospital.
Escavações no local revelaram que o Arcispedale di Santo Spirito está localizado no local onde antigamente ficava a villa de Agripina, a Velha, esposa de Germânico e mãe de Calígula. Em algumas salas abaixo da Corsia estão paredes em opus reticulatum, pisos em mosaico, mármores esculpidos e afrescos ainda visíveis.:10–14

### Claustros dos frades e das freiras
Depois da construção da "ala baixa" da Corsia Sistina, o papa Sisto IV determinou a construção de dois edifícios para uso dos religiosos da fundação, um para os frades e outro para as freiras. Os dois tem vista para claustros retangulares separados por uma lógia dupla com arcos assentados sobre colunas jônicas; refeitório e cozinha são comuns. Os dois claustros, apesar de muito similares entre si, apresentam algumas diferenças importantes: o claustro das irmãs tem um arco adicional e ostenta o brasão de Sisto IV no travessão das portas e janelas; o mesmo brasão também aparece nos cantos das abóbadas de aresta. Além disto, em 1479, algumas salas no interior deste edifício foram utilizadas como um asilo para nobres e, posteriormente, das freiras que cuidavam das crianças abandonadas. Em 1791, doze colunas do claustro dos irmãos e dez colunas do claustro das irmãs foram removidas pelos sobrinhos do papa Pio VI, que as utilizaram na Grande Escadaria de Honra do Palazzo Braschi.
No meio de ambos os claustros estão duas fontes. A mais importante é a que decora o das freiras, chamada "Fonte dos Golfinhos", um refinado exemplo da elegância do século XVI atribuído a Baccio Pontelli.
Além dos dois claustros, o hospital abriga ainda um terceiro, localizado entre os pórticos do "Antigo Conservatório". Ele é rodeado por um jardim com um poço simples e elegante no centro.:14–15

### Palazzo del Commendatore
Palazzo del Commendatore, uma ampliação do complexo do século XVI, foi construído por ordem do papa Pio V e dedicado ao monsenhor Bernardino Cirillo, commendatore entre 1556 e 1575, considerado um dos mais famosos commendatori do instituto. O palácio tem vista para um pátio quadrangular delimitado por uma lógia dupla com arcos assentados sobre colunas dóricas na lógia inferior e jônicas na superior. O teto do pórtico inferior é uma abóbada em cruzaria e do superior é de madeira. No centro do pátio está um implúvio, inspirado no modelo das antigas casas romanas. O arco central da lógia inferior abriga uma fonte erigida por ordem do papa Paulo V originalmente para decorar o Palácio Apostólico e depois levada para o Palazzo del Commendatore pelo papa Alexandre VII. A lógia superior, no arco correspondente ao da fonte, está um grande relógio rodeado pelo brasão da família do cardeal Ludovico Gazzoli. A face do relógio está emoldurada pela figura de uma serpente tocando sua própria cauda, um símbolo da eternidade; em ambos os lados há cruzes com duas traves horizontais, símbolo do Espírito Santo.
À esquerda da entrada principal do pátio está a porta da antiga Spezieria ("Especiaria Antiga") do Hospital, posteriormente reformada e que ainda abriga uma maravilhosa e rica coleção de imagens. Do lado direito está a Accademia Lancisiana e a grande escadaria que dá acesso ao primeiro piso do palácio e à lógia superior, decorada com uma impressão em gesso de um baixo-relevo de Antonio Canova representando uma aula de anatomia. As paredes da lógia superior estão inteiramente decoradas com afrescos encomendados pelo cardeal Teseo Aldrovandi ao pintorErcole Pelillo, de Salerno, representando paisagens, panóplias e grotesques.

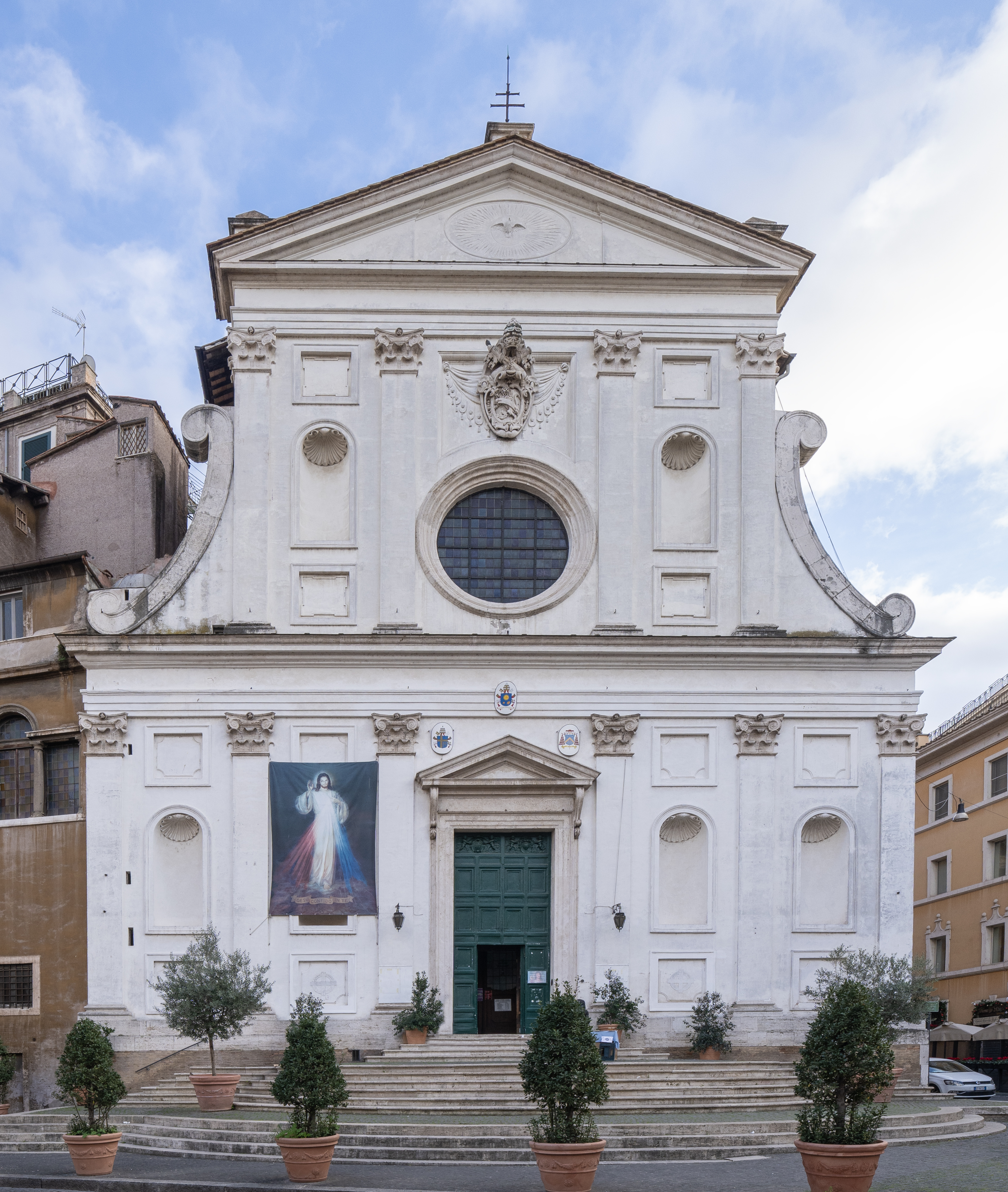
A igreja de Santo Spirito in Sassia. Compare com a panorâmica artística mais acima.

A lógia dá acesso, através de um portal duplo, ao apartamento do commendatore, que consiste em muitas salas decoradas com magníficas tapeçarias, antigos móveis e esculturas, entre as quais uma Virgem e o Menino de Andrea del Verrocchio. A sala mais importante é o Salão de Gala, conhecido também como Salone del Commendatore, que foi inteiramente decorado em afrescos pelos irmãos Jacopo e Francesco Zucchi, que retrataram a história do hospital a partir do sonho do papa Inocêncio III. Cada cena simula uma tapeçaria com bordas drapeadas nas quais o brasão do Santo Spirito, com sua típica cruz de Lorena, e o da família Aldrovandi estão representados de forma intercalada. Finalmente, os cantos da sala estão decorados por pinturas de festões e frutas.:1821

### Biblioteca Lancisiana
O apartamento do commendatore e a lógia superior dão acesso à Biblioteca Lancisiana, fundada em 1711 por Giovanni Maria Lancisi, um eminente acadêmico e médico do papa Inocêncio XI, que transformou sua biblioteca particular no centro de um projeto para promover a cultura científica. A biblioteca foi inaugurada em 1714 na presença do papa Clemente XI e é formada por dois grandes salões: o primeiro com um átrio e um vestíbulo e o segundo, a parte mais antiga da biblioteca, preenchido por dezesseis estantes de prateleiras. As coleções de livros incluem a Coleção Lancisi, composta por livros doados pelo rei Luís XIV da França, o grão-duque Cosme III de Médici e pelo príncipe de Fürstenberg, outros 373 valiosos manuscritos dos séculos XIV a XX, entre os quais dois códices em pergaminho com traduções para o latim de textos de Avicena e o famoso "Liber Fraternitatis Sancti Spiritus". Uma pequena janela, localizada atrás de uma das janelas da biblioteca, se abre no nível dos afrescos da Corsia Sistina: ela permitia que os vários commendatori que comandaram a instituição vigiassem o pessoal responsável pelo cuidado aos enfermos. No meio do salão principal da biblioteca estão dois magníficos globos feitos em 1600.:21

### Santo Spirito in Sassia
O complexo abriga ainda a igreja de Santo Spirito in Sassia, construída no local em 1545 por Antonio da Sangallo, o Jovem ou Baldassare Peruzzi.